# Philosepedon aliciae
Philosepedon aliciae är en tvåvingeart som beskrevs av Ibanez-bernal 2005. Philosepedon aliciae ingår i släktet Philosepedon och familjen fjärilsmyggor.
Artens utbredningsområde är Peru. Inga underarter finns listade i Catalogue of Life.